# Martini (cocktail)

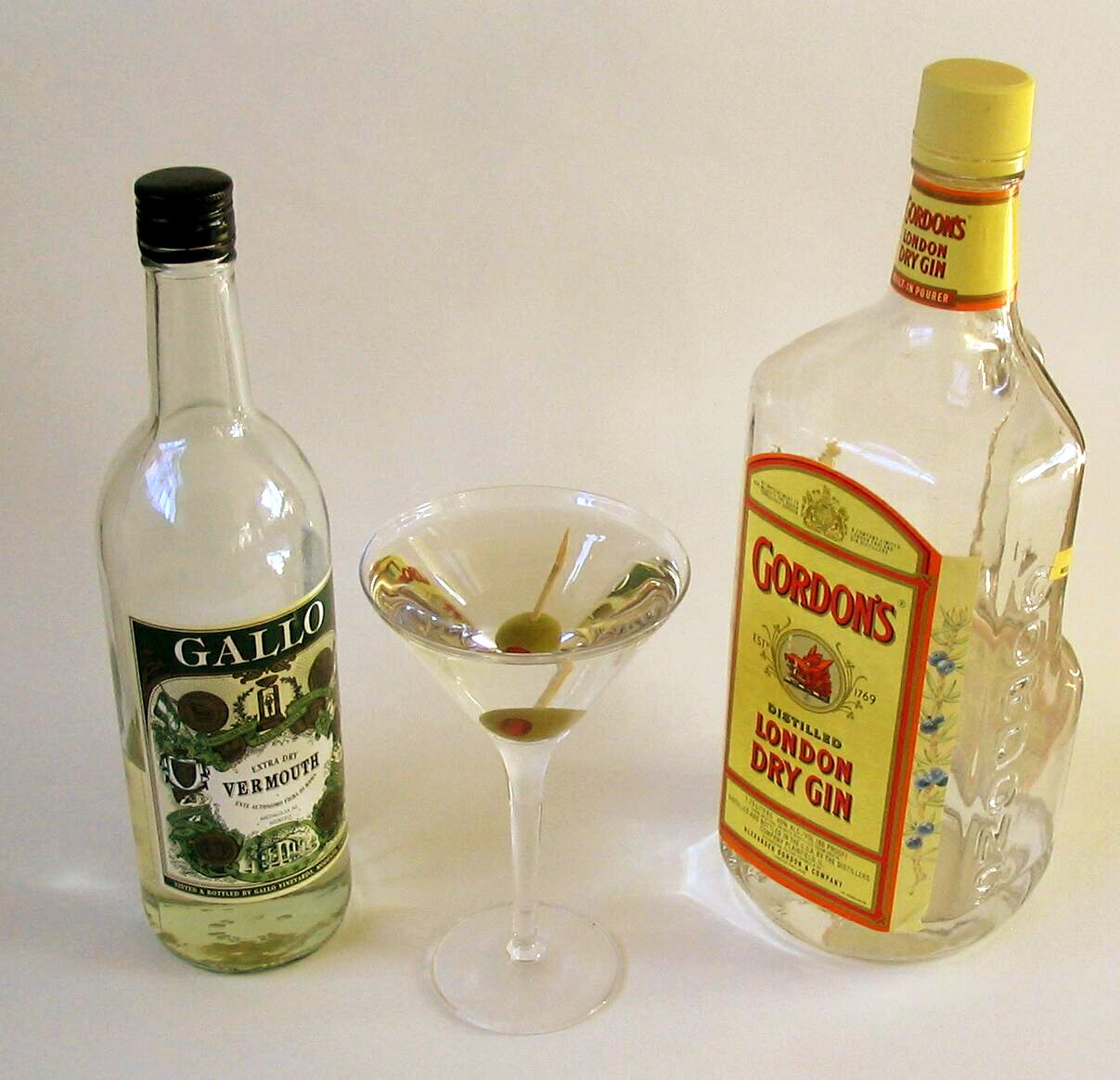
Een martini bestaande uit gin, vermout en een olijf

Een martini is een klassieke cocktail die uit gin en droge witte vermout bestaat. Er bestaat een variant waarbij de gin vervangen wordt door wodka, dat is een zogenaamde wodkatini, ook wel  wodka martini genoemd. 
Een martini  wordt vaak geserveerd in een cocktailglas met een olijf erbij en is vooral populair in de Verenigde Staten. In plaats van een olijf als garnering te gebruiken vraagt men vaak ook wel om een "twist". Hiermee bedoelt men dan de twist van een citroenschil waardoor de etherische oliën van de citroen op het drankje worden gelegd.
De Montgomery Martini is een extreem droge variant, met 15 delen gin en slechts 1 deel vermout. Deze is vernoemd naar de Britse generaal Bernard Montgomery.